# Ремир Монжоли
Ремир Монжоли (фр. Remire-Montjoly) је општина у Француској Гвајани, прекоморском региону и департману Француске који се налази на североисточној обали Јужне Америке.
Ремир Монжоли је предграђе Кајена, главног града префектуре и највећег града Француске Гвајане. Налази се југоисточно од Кајена. Стамбени квартови се налазе дуж неких од најбољих плажа у области Кајен.
Главна морска лука Француске Гвајане, Кајен и лука Дегр де Кан, налазе се у општини Ремир Монжоли, на ушћу реке Махури. Скоро сав увоз и извоз Француске Гвајане пролази кроз луку Дегр дес Кан.

## Историја
Име града Ремир, раније Армире, је пореклом из Галибија. Град су у октобру 1652. године основали мисионари. Године 1656. холандски Јевреји који су побегли из Пернамбука у Бразилу и настанили су се у Ремиру и изградили фабрику шећера. Већина их је отишла у Суринам када су Французи поново заузели ту област. Године 1666. језуити су се населили у граду и покренули плантажу шећера. Године 1765. поседи језуита су опустели, а Ремира је поново постала мало село у сенци Кајена. Године 1879. Ремир је уздигнут у заједницу са сопственим градоначелником.</ref> Након ерупције планине Мон Пеле 1902. године, многи људи са Мартиника су се преселили у овај град.
Комуна се првобитно звала Ремир, али је 27. марта 1969. име званично промењено у Ремир Монжоли да би одражавало развој Монжолија, једног од два насеља која се налазе у оквиру комуне. Са урбаном експанзијом, насеља Ремир и Монжоли су се спојила са Кајеном у јединствену урбану област, међутим Ремир Монжоли остаје комуна која се управља одвојено од комуне Кајена.